# 門岩駅
門岩駅（ムナムえき）は朝鮮民主主義人民共和国咸鏡南道端川市に位置する朝鮮民主主義人民共和国鉄道省平羅線の駅である。